# SN 2011fx
SN 2011fx – supernowa typu IIn odkryta 30 sierpnia 2011 roku w galaktyce M+04-01-48. W momencie odkrycia miała maksymalną jasność 17,60m.